# 9379 Dijon
9379 Dijon este o planetă minoră (asteroid), cu un diametru de 5,966 km, din centura de asteroizi. A fost descoperită pe 18 august 1993 la observatoire de la Côte d'Azur⁠(d) de Eric Walter Elst și a fost numită după Dijon. 
Obiectul prezintă o orbită caracterizată de o semiaxă mare de 2,8421676 UAi, o excentricitate de 0,09, o înclinație de 0,91856 ° în raport cu ecliptica.